# Prudêncio e Moraes
Prudêncio e Moraes é um distrito do município brasileiro de General Salgado, no interior do estado de São Paulo.

## História

### Formação administrativa
- Pedido para criação do distrito através de processo que deu entrada na Assembléia Legislativa do Estado de São Paulo no ano de 1963, mas como não atendia os requisitos necessários exigidos por lei para tal finalidade o processo foi arquivado[3].
- Distrito criado pela Lei n° 3.198[4], de 23/12/1981, com sede no bairro de igual nome e com território desmembrado dos distritos de General Salgado e São João de Iracema[5][6].

## Geografia

### Demografia

#### População urbana
| Crescimento população urbana | Crescimento população urbana | Crescimento população urbana | Crescimento população urbana |
| Censo                        | Pop.                         |                              | %±                           |
| ---------------------------- | ---------------------------- | ---------------------------- | ---------------------------- |
| 1991                         | 573                          |                              | —                            |
| 2000                         | 605                          |                              | 5,6%                         |
| 2010                         | 576                          |                              | −4,8%                        |
| Fonte: IBGE e Fundação SEADE |                              |                              |                              |

#### População total
Pelo Censo 2010 (IBGE) a população total do distrito era de 795 habitantes.

### Área territorial
A área territorial do distrito é de 98,853 km².

### Rodovias
O principal acesso ao distrito é a Rodovia Dr. Elyeser Montenegro Magalhães (SP-463).

## Serviços públicos

### Registro civil
Feito na sede do município, pois o distrito não possui Cartório de Registro Civil das Pessoas Naturais.

### Saneamento
O serviço de abastecimento de água é feito pela Companhia de Saneamento Básico do Estado de São Paulo (SABESP).

### Energia
A responsável pelo abastecimento de energia elétrica é a Neoenergia Elektro, antiga CESP.

### Telecomunicações
O distrito era atendido pela Telecomunicações de São Paulo (TELESP), que inaugurou uma central telefônica no distrito de São Luis de Japiúba para atender os dois distritos. Em 1998 esta empresa foi privatizada e vendida para a Telefônica, sendo que em 2012 a empresa adotou a marca Vivo para suas operações de telefonia fixa.

## Religião
O Cristianismo se faz presente no distrito da seguinte forma:

### Igreja Católica
- A igreja faz parte da Diocese de Jales[18].

### Igrejas Evangélicas
- Congregação Cristã no Brasil[19].